# Joel Waterman
Joel Waterman (Langley, 1996. január 24. –) kanadai válogatott labdarúgó, a Montréal hátvéde.

## Pályafutása

### Klubcsapatokban
Waterman a kanadai Langley községben született.
2016-ban mutatkozott be a Kitsap Pumas felnőtt keretében. 2019-ben a Cavalry-hoz igazolt. 2020. január 14-én ötéves szerződést kötött az észak-amerikai első osztályban szereplő Montréal együttesével. Először a 2020. február 29-ei, New England Revolution ellen 2–1-re megnyert mérkőzésen lépett pályára. Első gólját 2022. május 7-én, az Orlando City ellen hazai pályán 4–1-es győzelemmel zárult találkozón szerezte meg.

### A válogatottban
Waterman 2022-ben debütált a kanadai válogatottban. Először a 2022. november 11-ei, Bahrein ellen 2–2-es döntetlennel zárult mérkőzésen lépett pályára.

## Statisztikák
2024. augusztus 25. szerint
| Klub     | Szezon   | Osztály  | Bajnokság | Bajnokság | Kupa  | Kupa | Nemzetközi | Nemzetközi | Összesen | Összesen |
| Klub     | Szezon   | Osztály  | Meccs     | Gól       | Meccs | Gól  | Meccs      | Gól        | Meccs    | Gól      |
| -------- | -------- | -------- | --------- | --------- | ----- | ---- | ---------- | ---------- | -------- | -------- |
| Montréal | 2020     | MLS      | 7         | 0         | 0     | 0    | 3          | 0          | 10       | 0        |
| Montréal | 2021     | MLS      | 22        | 0         | 3     | 0    | —          | —          | 25       | 0        |
| Montréal | 2022     | MLS      | 32        | 3         | 1     | 0    | 3          | 0          | 36       | 3        |
| Montréal | 2023     | MLS      | 28        | 1         | 3     | 0    | 2          | 0          | 33       | 1        |
| Montréal | 2024     | MLS      | 19        | 0         | 1     | 0    | 3          | 0          | 23       | 0        |
| Összesen | Összesen | Összesen | 108       | 4         | 8     | 0    | 11         | 0          | 127      | 4        |

### A válogatottban
| Válogatott | Év       | Pályára lépés | Gól |
| ---------- | -------- | ------------- | --- |
| Kanada     | 2022     | 2             | 0   |
| Kanada     | 2024     | 1             | 0   |
| Összesen   | Összesen | 3             | 0   |

## Sikerei, díjai
Montréal
- Kanadai Kupa
  - Győztes (1): 2021
  - Döntős (1): 2023